# Ruisseau de Barthos
Le ruisseau de Barthos est une  rivière du sud de la France c'est un affluent du Ciron donc un sous-affluent de la Garonne.

## Géographie
De 22,7 km de longueur, le ruisseau de Barthos est une rivière qui prend sa source dans les Landes de Gascogne sur la commune de Antagnac en Lot-et-Garonne sous le nom de ruisseau de Labarthe et se jette dans le Ciron en rive droite sur la commune de Lerm-et-Musset en Gironde.

### Départements et communes traversés
- Lot-et-Garonne : Antagnac, Saint-Martin-Curton.
- Gironde : Cours-les-Bains, Sillas, Marions, Lavazan, Lerm-et-Musset, Cudos.

## Principaux affluents
- Ruisseau de Chantemerle : 3,9 km
- Ruisseau de Coulitchoun : 3,3 km
- Ruisseau du Piédat : 4,9 km
- Ruisseau de la Garonce : 3,1 km
- Ruisseau d'Ayguemorte : 4,4 km